# Su Rogers
Susan Jane de soltera Su Brumwell, conocida como Su Rogers (Londres, 1939) es una arquitecta y urbanista británica. Fue cofundadora y socia durante las décadas de 1960 y 1970 en dos estudios de arquitectura, el estudio Team 4 y el estudio Richard + Su Rogers.

## Vida privada y educación
Rogers nació en 1939 de Marcus Brumwell e Irene Brumwell. Su padre fue director gerente de Stuart Advertising Agency y después fundó la Unidad de Investigación de Diseño. Asistió a la Frensham Heights School, y luego estudió una licenciatura en Sociología en la London School of Economics y después en Urbanismo en la Universidad Yale School of Architecture (1961–63). Conoció al arquitecto Richard Rogers en la LSE, y se casaron en 1960. Su y Richard Rogers tuvieron tres hijos juntos:  Ab Rogers, exdirector de diseño de interiores en el Royal College of Art, Ben Rogers, director del Centro de Londres, y Zad Rogers, director fundador de Atomized Studios, una empresa de producción de videos. La pareja se divorció a principios de la década de 1970. Se casó con su actual marido, John Miller, arquitecto también, en 1985.  John fue socio de Colquhoun + Partners (1961-1989) y John Miller + Partners (1989-2011), y también fue profesor de Diseño Ambiental en el Royal College of Art (1975-1985). Rogers tiene dos hijastras, Sarah Miller, ex editora de Conde Naste Traveller, y Harriet Miller, pintora y profesora en la Royal Drawing School.

## Trayectoria

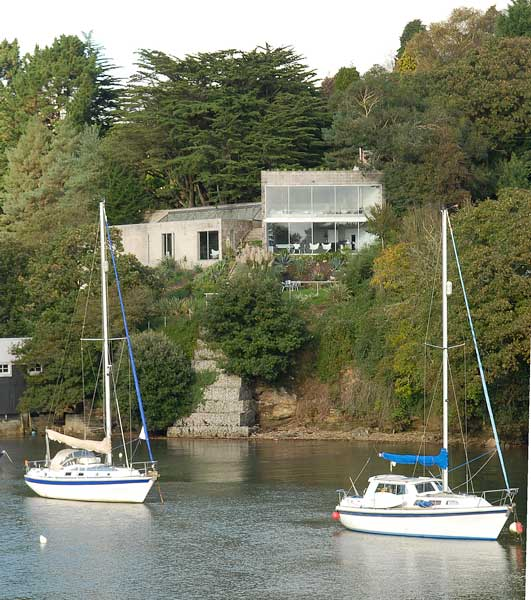
Creek Vean, Pill Lane, Feock, Cornualles

En 1963, Rogers cofundó Team 4 junto con su entonces esposo Richard Rogers, Georgie Wolton, Norman Foster y Wendy Cheesman, quien luego se casó con Foster. La fricción surgió dentro de la firma y en junio de 1967 decidieron disolver la sociedad. Uno de los primeros proyectos del Equipo 4 fue un encargo de los padres de Brumwell, Marcus e Irene, para construir una nueva casa en Feock, Cornwall, llamada Creek Vean. Vendieron un cuadro de Piet Mondrian comprado al artista en la década de 1930 para financiar la nueva casa. Creek Vean es un Monumento clasificado (Reino Unido), que fue catalogado como Grado II en 1998, y posteriormente actualizado a Grado II*. También diseñó un esquema de planificación de 120 casas para Water Homes, en Coulsdon, Surrey. Richard Rogers afirma que fue "probablemente el proyecto más importante de nuestro período de Team 4". Diseñó Skybreak House en Radlett, Hertfordshire, construida entre 1965 y 1966. El interior de la casa se utilizó en la película La naranja mecánica. El proyecto final del Equipo 4 fue el edificio Reliance Controls en Swindon, que se completó en 1967. 

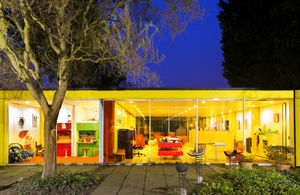
22 Parkside, Wimbledon, Londres

Después de que el Equipo 4 se disolvió, cofundó Richard + Su Rogers Architects, que estuvo activo hasta mediados de 1970. Aquí diseñó una casa para los padres de Richard, el Dr. William Nino y Dada Rogers en 22 Parkside, Wimbledon, Londres. Anteriormente, Richard y Su Rogers habían diseñado el concepto de casa Zip-Up House, que nunca se construyó, aunque el concepto se utilizó para el proyecto 22 Parkside.

Centro Pompidou de París

En 1971, Su y Richard Rogers unieron fuerzas con el arquitecto italiano Renzo Piano en un nuevo estudio, Piano + Rogers. El estudio diseñó el Centro Pompidou. La colaboración del estudio Piano+Rogers terminó en 1977, aunque Su Rogers había dejado el estudio a principios de 1972 para unirse a Unit Master en la Architectural Association School of Architecture (1972-1976) y como profesora en el Royal College of Art (1975-1985). De 1977 a 1986, fue directora de la Oficina de Proyectos del Royal College of Art.  
En 1986, se convirtió en socia de Colquhoun, Miller and Partners, que se convirtió en John Miller + Partners en 1990. Se especializó en edificios universitarios, galerías de arte y viviendas asequibles. Los proyectos notables incluyeron: 
- En 1999, ganó un concurso internacional para diseñar la remodelación de la Real Academia Escocesa.[21]
- En 2001, John Miller + Partners completó la remodelación de Tate Britain.[22]
- En 2004, completó la renovación del Museo Fitzwilliam en Cambridge.[23]

John Miller + Partners se disolvió en 2011.
Durante su carrera, Rogers ha sido profesora invitada en las siguientes universidades:
- Departamento de Arquitectura, Universidad de Cambridge
- Escuela de Arquitectura de Gales, Universidad de Cardiff
- Columbia Graduate School of Architecture, Planning and Preservation, Columbia University, Nueva York
- University College Dublin, Irlanda
- Universidad de Toronto, Canadá
- Escuela de Diseño de Interiores, Kingston Polytechnic
- Escuela de Arte, Diseño y Arquitectura, Politécnico de Plymouth
- Universidad Liverpool John Moores

## Obra destacada
De 1986 a 2011, fue socia en Colquhoun, Miller and Partners (más tarde John Miller + Partners). Fue miembro del equipo que ganó el concurso de diseño para el Centro Pompidou en la década de 1970, y codiseñó el concepto Zip-Up House en la década de 1960. También fue responsable de dos encargos recibidos de sus padres: Creek Vean (Equipo 4) y Pillwood House (Colquhoun, Miller and Partners), que son edificios catalogados como Monumento clasificado (Reino Unido) con Grado II*.